# Cereus
Cereus (derivado do grego: "κηρός") é um gênero do Reino Plantae com 36 espécies da família Cactaceae, com 19 delas no Brasil. Uma das espécies mais conhecidas é o Mandacaru, conhecido pelos brasileiros por seus frutos utilizados principalmente para a alimentação de animais.
O gênero Cereus foi um dos primeiros gêneros de cactos a ser descrito, sua circunscrição varia dependendo da autoridade, frequentemente sendo atribuido ao botânico Phillip Miller.
A etiomologia latina da palavra "Cereus" é relacionada a cera, tocha ou vela. O termo também é utilizado para um cacto ceroide, ou qualquer cacto com um corpo muito alongado, incluindo os de crescimento colunar, e epifíticos.

## Sinônimos
- Mirabella F.Ritter
- Piptanthocereus (A.Berger) Riccob.
- Subpilocereus Backeb.
- Praepilosocereus Guiggi
- Monvillea Britton & Rose
- Neogriseocereus Guiggi

## Espécies
- Cereus bicolor Rizzini & A.Mattos
- Cereus hexagonus (L.) Mill.
- Cereus hildmannianus K.Schum.
- Cereus kroenleinii N.P.Taylor
- Cereus pierrebraunianus Esteves
- Cereus spegazzinii F.A.C.Weber
- Cereus stenogonus K.Schum.
- Cereus trigonodendron K.Schum. ex Vaupel

Endêmicas do Brasil
- Cereus adelmarii (Rizzini & Mattos) P.J.Braun
- Cereus albicaulis (Britton & Rose) Luetzelb.
- Cereus estevesii P.J.Braun
- Cereus fernambucensis Lem.
- Cereus insularis Hemsl.
- Cereus jamacaru DC.
- Cereus mirabella N.P.Taylor
- Cereus saddianus (Rizzini & Mattos) P.J.Braun

Exóticas no Brasil
- Cereus aethiops Haw.
- Cereus forbesii C.F.Först.
- Cereus haageanus (Backeb.) N.P.Taylor
- Cereus phatnospermus K.Schum.
- Cereus marginatus DC.
- Cereus repandus (L.) Mill.

## Descrição
Plantas arbustivas e rasteiras a arbóreas de grande porte, terrestres ou rupícolas, ramificadas acima da base, ramos maduros fortemente lignificados e sempre constritos em intervalos mais ou menos regulares, ramos cilíndricos, de 3 a muitas costelas geralmente altas. Região florífera não diferenciada (no Brasil); flores noturnas de 7 a 20 ou mais cm comprimento, com pericarpelo e tubo floral geralmente desprovidos de aréolas e de brácteas, tubo floral estreito e longo, afunilado, segmentos externos do perianto verdes a arroxeados ou vináceos, internos alvos, delicados, estames em uma série contínua, os mais internos flexionados em direção ao estigma. Frutos ovoides, deiscentes por fendas longitudinais, restos florais decíduos ou persistentes, pericarpo geralmente liso e colorido (amarelo, magenta, vermelho), polpa funicular alva ou magenta, sementes 2–3mm, negras, testa lisa a ruminada.